# 小松屋
小松屋（こまつや、生没年不詳）とは江戸時代の江戸の地本問屋。

## 来歴
小松屋と号して正徳から享保年間に江戸の湯島天神女坂下において地本問屋を営業している。小松屋喜八、伝四郎、伝七郎の何れかと同じ店であろうとされる。主に鳥居清倍、奥村政信の墨摺絵、丹絵、奥村利信の紅絵などを出版している。

## 作品
- 鳥居清倍 「草刈さんろ」 横大判 墨摺絵 正徳末ころ
- 鳥居清倍 「虚無僧模様の打掛けを着た美人」 大々判 丹絵 正徳5年（1715年）ころ
- 鳥居清倍 「京四条下り 中村千弥」 大々判 丹絵 享保1年（1716年）
- 奥村政信 「七夕の□渡る舟」 横大判 墨摺絵 正徳末ころ
- 奥村政信 「七夕」 大々判 丹絵 正徳末ころ
- 鳥居清倍 「三条勘太郎の八百屋お七」 大々判 丹絵 享保3年（1718年）
- 奥村利信 「市村竹之丞と荻野伊三郎」 細判 紅絵 享保中期ころ
- 無款 「花筏」 横中判 漆絵 享保